# 237 (số)
237 (hai trăm ba mươi bảy) là một số tự nhiên ngay sau 236 và ngay trước 238.